# Врући новац
Врући новац (енгл. Hot money) је новац који се држи у некој валути да би се касније стекао екстра профит.
- Овај термин користе финансијски шпекуланти који селе свој новац из неке земље (због девизне нестабилности или кризе) на другу локацију (земљу) где је потенцијално већи профит.
- Финансијски шпекуланти неретко сами изазивају нестабилност да би кризу искористили као алиби да изнесу свој новац/капитал, који су раније улагали у дотичну земљу.

## Референца
- Мали економски речник.  978-86-7474-031-6..